# Plesionika taiwanica
Plesionika taiwanica is een garnalensoort uit de familie van de Pandalidae. De wetenschappelijke naam van de soort is voor het eerst geldig gepubliceerd in 2000 door Chan & Yu.